# Troisième Emsav
 (août 2025).
Si vous disposez d'ouvrages ou d'articles de référence ou si vous connaissez des sites web de qualité traitant du thème abordé ici, merci de compléter l'article en donnant les références utiles à sa vérifiabilité et en les liant à la section « Notes et références ».
Le Troisième Emsav est une période du mouvement breton allant de la fin de la Seconde Guerre mondiale à nos jours. Il est marqué par l'apparition de mouvements culturels de masse.

## Fin des années 1940 et années 1950: la culture
À la suite de la collaboration de la plupart des mouvements politiques bretons encore actifs à l'époque, le militantisme politique est condamné par l'opinion. L'engagement des militants bretons se fera donc sur le terrain de l’action culturelle :
- La musique avec la mise en place de Bodadeg ar Sonerion de Polig Montjarret (1943) qui regroupe les musiciens traditionnels, notamment de cornemuse, sert de base pour la création des premiers bagadoù à la fin des années 1940. Les bagads sont des ensembles de musique traditionnelle s’inspirant des pipe bands écossais,et regroupant des cornemuses, des bombardes et des percussions). Il y a un réel essor dans les années 1950, marque du renouveau culturel breton. Georges Cochevelou (père d'Alan Stivell) recrée la harpe celtique.
- La danse : à ces bagadoù sont souvent liés aussi des cercles celtiques, deuxième manière, qui sont uniquement des groupes de danse traditionnelle. Les créations de bagadoù sont très nombreuses au cours des années 1950. La Bagad Bleimor est associée à l'organisation scoute bretonne Bleimor. On y retrouvera le creuset de nombreux militants bretons (Alan Stivell, Pierre Denis, Donatien Laurent, Gwenc'hlan Le Scouëzec, etc.
- L'ésotérisme, le symbolisme celtique et le mouvement druidique, avec Morvan Marchal, Rafig Tullou, Georges Pinault, etc.

Ce sont les lieux de rencontre, de réflexion, de recrutement pour les militants bretons.  C'est aussi grâce à plusieurs dizaines d'anciens résistants que des mouvements culturels, puis politiques bretons (régionalistes notamment) sont lancés ou relancés en Bretagne et à Paris[citation nécessaire]. On note la création d'un mouvement politique en 1945, An Avel autour de Youen Olier
Parallèlement, le mouvement breton continue le travail entamé avant-guerre dans le domaine de la langue et de la littérature et crée de nombreuses revues bretonnantes, dont la revue littéraire Al Liamm, continuateur de Gwalarn.
À l'initiative de l'État, Pierre-Jakez Hélias, Pierre Trépos, et Charles Le Gall recréent des émissions de radio, puis de télévision à partir de 1964, en breton populaire. D'abord de quelques minutes hebdomadaires, ils mènent une véritable « guerre d'usure » contre l'ORTF pour obtenir l'allongement minute par minute de la durée de ces émissions.
On retrouve aussi des mouvements et revues d'inspiration chrétienne, généralement proches des idées de Feiz Ha Breiz, autour des abbés Loeiz Ar Floc'h, Marsel Klerg, et Armand Le Calvez. La fédération Kendalc’h qui regroupe les organisations culturelles du mouvement breton est créée en 1951 ainsi que celle du Kuzul ar Brezhoneg, fédération créée en 1958 qui elle regroupe les associations bretonnes militant pour l'orthographe unifiée du breton.
En région parisienne, la « diaspora » bretonne met en place des cercles où se retrouvent ceux qui ont été condamnés à l'indignité nationale, Ker Vreizh à Montparnasse, La Mission bretonne, la « cité bretonne » de Keranna à Yerres (ancien département de Seine-et-Marne, actuel département de l'Essonne). Dans les années 1950-1960, Jean-Jacques Le Goarnic combat pour la reconnaissance des prénoms en langue bretonne.
La fin des années 1960 voit se créer la maison d’éditions Kelenn qui publiera des textes littéraires en langue française de Glenmor, Xavier Grall et Alain Guel qui lancent le journal satirique breton La Nation bretonne au début des années 1970.

## Années 1950 et 1960: l’économie
À partir du début des années 1950, le mouvement breton commence à s’investir dans le domaine de l’économie aussi avec en 1951 la création du CELIB, le Comité d’étude et de liaison des intérêts bretons par Joseph Martray et René Pleven. Le CELIB sera à l'origine de l'impulsion économique qui fera sortir la Bretagne de son sous-développement agricole et industriel en constituant une instance officieuse de coordination des collectivités locales à l'échelle de la Bretagne historique (5 départements), dans une optique décentraliste. En 1955 le CELIB devient un Comité Régional d'Expansion (Coder).
Toute une génération d'agriculteurs issue de la Jeunesse agricole chrétienne s'organise au niveau local et régional. Une série de grèves très dures en 1960 pour obtenir les conditions de la modernisation de l'agriculture culmine par la « prise » par 2 000 agriculteurs de la sous-préfecture de Morlaix le 8 juin 1961. L'emprisonnement des leaders déclenche une vague de manifestations qui embrase toute la Bretagne jusqu'au 22 juin. Un « modèle agricole breton » se met progressivement en place.
1962 : Le CELIB adopte une loi-programme pour la Bretagne préparée par Michel Phlipponneau. L'État refuse de s'engager sur un plan pluriannuel d'investissements. 1092 conseils municipaux bretons soutiennent la loi-programme. La Bretagne engage la bataille des tarifs ferroviaires pour désenclaver l'économie régionale, forçant l'État à céder.

## À partir de la fin des années 1960: le retour du politique
Indirectement, le CELIB légitime donc la renaissance d’un courant politique en Bretagne, et à partir des années 1960, on observe le retour de courants modérés bretons dans l’arène politique :
En 1957, création du Mouvement pour l’Organisation de la Bretagne (MOB), premier parti politique créé depuis la Seconde Guerre mondiale.
En 1963, scission de la gauche du MOB pour créer l’UDB (Union démocratique bretonne). Le CAB (Comité d'Action pour la Bretagne) rassemble la CFDT, la CFTC, le PCF, la SFIO, le PSU, la FEN, le SNI.
Mais tout cela reste très marginal au cours des années 1960, malgré l’essor sans précédent des mobilisations à caractère et à dimension régionale au sein des mondes ouvrier et paysan.
Dans les années 1960 le macaron BZH fleurit sur les voitures. Il est rapidement interdit (décret Ortoli du 7 août 1967). Plusieurs automobilistes font l'objet de poursuites mais la police ferme les yeux.
1966 Le FLB (Front de libération de la Bretagne) revendique son premier attentat. Le plan routier breton de 1968 est considéré comme une conséquence de ces actions puisqu'on nommera longtemps en Bretagne autoroutes du FLB les deux voies express qui desservent la péninsule. En 1972 le « procès du FLB » devant la Cour de sûreté de l'État se transforme en « procès de la colonisation française en Bretagne » ; 2 000 personnes viennent soutenir le FLB au palais de la Mutualité à Paris.
La même année 1966, Alan Stivell commence à chanter, ce qui va susciter une véritable révolution culturelle en France au début de la décennie suivante.

## Décennie des années 1970
Une réelle renaissance d’un sentiment d’appartenance régionale en Bretagne avec :

## La «révolution culturelle» en musique
Essor sans précédent de la musique bretonne, à l'initiative d'Alan Stivell.  Ne pas oublier l'influence culturelle du chanteur et écrivain Milig Ar Skanv, autrement dit Glenmor, qui fut le premier à réveiller la culture bretonne.
D'innombrables musiciens et chanteurs vont lui emboîter le pas, dont Gilles Servat et les Tri Yann, aussi bien dans les concerts que dans les festoù-noz (fête bretonne, avec de la musique et des danses traditionnelles).  Ces festoù-noz, souvent « de soutien » à une cause « de gauche », deviennent le rendez-vous de toute une génération, et progressivement de toutes les générations.

## Multiplication des conflits sociaux qui prennent un caractère breton marqué
- Multiplication des conflits sociaux qui prennent un caractère breton marqué[réf. nécessaire]
- Géographie des réseaux de solidarité qui se créent à l’occasion des conflits sociaux qui prennent une dimension bretonne[réf. nécessaire]
- Rhétorique construite et développée au cours du conflit social qui dénonce l’oppression supposée de la Bretagne par Paris, le « colonialisme intérieur » dont serait victime la Bretagne qui prendrait la forme d’une oppression politique (par le centralisme), économique et sociale (par le capitalisme) et culturelle (par le jacobinisme)
- Lancement d'un nouveau mouvement musical par Alan Stivell (1967)
- Création de Skoazell Vreizh en 1969, du foyer culturel de Menez Kamm en 1970

Cette création d’une conscience nationale ou régionale bretonne de gauche par les conflits sociaux, se fait en deux temps :
- 1972 : année la plus importante pour la naissance de cette rhétorique avec une succession de conflits sociaux de grande ampleur : Joint français et grève du lait. Organisation d'un colloque Bretagne et autogestion les 23 et 24 juin 1973 à Mûr-de-Bretagne.
- 1972 : Création d'un mouvement revendicatif du retour de la Loire-Atlantique (séparée depuis Vichy) dans le giron breton – Mouvement B5 avec Yves Lainé, Yann Poupinot, Michel François, qui apporte une démonstration économique; il est suivi par le CUAB (Comité pour la réunification administrative de la Bretagne) avec successivement  Patrick Mareschal, Jean Cevaer, Ronan Dantec, Pierre-Yves Le Rhun. Le mouvement deviendra "Bretagne réunie" en 2004. Il aboutira à des demandes convergentes des élus du conseil régional de la région Bretagne et du conseil général de la Loire-Atlantique d'une consultation démocratique sur la question que l'État se refuse à lancer.
- Conflits écologistes, notamment contre l’implantation de centrales nucléaires (1974-1981) ou pour dénoncer la marée noire de l’Amoco Cadiz (1978)
- Parallèlement, succès foudroyant sur le plan culturel avec un essor sans précédent de la musique bretonne, lancée dans le grand public (surtout à partir de 1970) par Alan Stivell, qui va entraîner à sa suite une pléiade de chanteurs et musiciens Gilles Servat, Tri Yann, Diaouled ar Menez, aussi bien dans les concerts que dans les festoù-noz (fête bretonne, avec de la musique et des danses traditionnelles). Ces festoù-noz deviennent le rendez-vous de toute une génération.

## Multiplication des partis bretons
Multiplication des partis bretons, presque tous situés à gauche voire à l’extrême gauche, à l’instar du Parti communiste breton, d’orientation mao-guévariste, ou du Front socialiste autogestionnaire breton (1974). Création de Sav Breizh avec Erwan Vallerie et Yann Choucq, de la taupe bretonne avec Jean-Yves Guiomar et Alain Le Guyader. Le Strollad pobl vreizh (SPV), fondé en 1979, émerge comme un parti séparatiste prônant une République bretonne souveraine. L’UDB reste le plus important parti en Bretagne. Strollad Ar Vro est un mouvement attrape-tout, dans la ligne de l’ancien MOB. Aux législatives de mars 1973, Strollad Ar Vro présente 32 candidats, l’UDB en présente cinq.

## L'autogestion
L'autogestion, qui est de tous les conflits sociaux en France, est déclinée en Bretagne dans son point de vue politique, l'autonomie, à savoir :
- le PSU est particulièrement représenté (Yves Le Foll, maire de Saint-Brieuc, est longtemps le seul élu de ce parti) ;
- le colloque Bretagne et autogestion rapproche PSU, PC, CFDT et de nombreux mouvements bretons de toutes tendances ;
- 1973 : Strollad Ar Vro présente 32 candidats aux législatives de mars et l'UDB en présente cinq ;
- en 1979 le Plan Alter Breton, un document de 40 pages élaboré par des scientifiques membres du PSU, constitue une alternative déjà écologiste et objectivement autonomiste au plan quinquennal du ministère de l'économie et a un retentissement important chez les militants de tous partis.

## Activisme clandestin de « propagande armée »
Dans les années 1970, apparaît un nationalisme clandestin de « propagande armée » : Front de libération de la Bretagne – Armée révolutionnaire bretonne. Ces groupes pratiquent une violence symbolique, via des actions violentes, contre « les symboles de l’oppression de la Bretagne » : contre l’État français, contre le capitalisme. Après une première vague d'attentats à la fin des années 1970, une relative accalmie suit l'amnistie accordée en 1981 par François Mitterrand. Dans les années 1990, on assiste à une reprise des attentats revendiqués par une Armée révolutionnaire bretonne dont les liens et la filiation avec le FLB des années 1970 n'apparaissent pas clairement. Des liens avec l'organisation basque ETA sont mis au jour lors de l'affaire de Plévin. Le 19 avril 2000, une explosion provoque la mort de Laurence Turbec, employée au restaurant McDonald's de Quévert dans la banlieue de Dinan; cet acte non revendiqué est unanimement condamnée. C'est la première fois qu'une personne innocente est tuée (jusqu’à ce jour seuls deux poseurs de bombes avaient été tués par leur engin en 1976 et 1985).  En mars 2004, les quatre militants poursuivis sont acquittés pour ce fait. Le parquet ayant fait appel de trois de ces quatre acquittements, cet appel est jugé irrecevable en novembre 2008.  Le parquet s'étant pourvu en cassation contre cet arrêt, la Cour de cassation lui donne tort. Les militants poursuivis sont donc définitivement blanchis.

## Les partis politiques actuels du mouvement breton
Un mouvement politique divisé :
- À l'extrême gauche : 
  - Emgann, devenu en 2009 Breizhistance, proche idéologiquement du Nouveau Parti anticapitaliste (et dont certains des militants ont été accusés de terrorisme puis acquittés dans l'affaire de Plévin).
  - Treger Disuj, coordination anarchiste, faisant partie de la Coordination Bretagne indépendante et libertaire.
- À gauche :
  - L’UDB, parti autonomiste ayant le poids électoral le plus important, fort de quelques centaines de membres. Il a environ 80 élus municipaux sur des listes d’unions de la gauche ou de gauche anti-libérale, et surtout depuis 2004, trois conseillers régionaux (plus un apparenté) grâce à une alliance avec les Verts. Et 4 conseillers régionaux actuellement.
  - Mouvement Bretagne et progrès, parti régionaliste, regroupé autour de la personnalité de Christian Troadec, maire de Carhaix
- Au centre :
  - Le Parti breton: un parti fédéraliste se réclamant de la « nation bretonne » mais non du « nationalisme », axé sur le rassemblement au-delà du clivage droite-gauche, est apparu en 2000 et revendique environ 450 adhérents. Il compte aujourd'hui quelques dizaines d'élus au sein de la structure Askol dont un maire – Gwenole Guyomarc'h à Locquirec)
- À l'extrême droite :
  - Adsav est un mouvement créé en 2000 par Padrig Montauzier, ce parti indépendantiste revendique 720 adhérents.  Il a annoncé sa première participation aux élections cantonales de 2008.
  - Jeune Bretagne est un parti identitaire et régionaliste. Ce parti revendique 200 adhérents. Créé en 2008, il a participé aux élections cantonales de 2010 et participent aux élections législatives de 2012 en présentant dix candidats sur tout le territoire de la Bretagne historique.
  - Fédération bretonne légitimiste (FBL), apparu dans les années 1980, est royaliste et regroupe la majeure partie des monarchistes bretons dans plusieurs cercles. Fidèle à l'esprit qui anima le combat des grands défenseurs de l'autonomie bretonne dans le cadre de la monarchie française (le marquis de La Rouërie, Georges Cadoudal, etc.), la FBL s'affirme dans sa spécificité bretonne.

- Certains élus de partis français ont des positions régionalistes très affirmées, à l’instar de Patrick Mareschal, président socialiste du conseil général de Loire Atlantique et fondateur de Bretagne réunie.
- Pendant les années 1990, émergence du syndicat étudiant régionaliste ou nationaliste modéré et progressiste de transformation sociale, Dazont, qui devient au milieu de la décennie le premier syndicat étudiant en Bretagne mais disparait en 1998.  Création d’un syndicat nationaliste breton : Sindikad Labourerien Breizh (SLB) qui prend la suite du syndicat Dazont et obtient en janvier 2006 trois élus à l'université de Haute-Bretagne Rennes-II.

## Domaine de l’éducation
La création et la promotion d'un enseignement en breton ne sont pas à relier de manière globale au mouvement politique, bien que celui-ci soit présent de manière discrète dans les structures parentales de gestion.
- 1977 : création de la première école Diwan avec enseignement du breton par immersion. Développement du réseau depuis 30 ans avec aujourd’hui, une trentaine d’écoles (dont 4 collèges et un lycée) et près de 3 000 élèves. Mais Diwan connaît toujours énormément de problèmes : finances, tracasseries administratives, non-reconnaissance officielle par la République française.
- 1984 : le gouvernement français (socialiste) crée une filière partiellement bilingue dans l'enseignement public.
- 1990 : Filière similaire dans l'enseignement catholique, sous le nom de Dihun.
- Aujourd’hui (2015), environ 20 000 élèves sont scolarisés en breton, soit 2 %.

## Vie publique et mouvement culturel
- Les arts (notamment musique et danse) connaissent un succès croissant depuis 50 ans. Le secteur musical est le plus dynamique avec des centaines de groupes divers, des milliers de joueurs de musique traditionnelle ou d’inspiration bretonne qui demeure très populaire. Plus d’une centaine de bagadoù partout en Bretagne ont atteint aujourd'hui un très haut niveau et on constate l'organisation de très nombreux groupes de fest-noz très inventifs. La musique bretonne est très créative et ouverte sur le monde ; avec des créations telles que la Symphonie celtique : Tír na nÓg d'Alan Stivell, ou plus tard, l’Héritage des Celtes de Dan Ar Braz, ou encore le succès énorme des festivals de musique celtique, comme le Festival interceltique de Lorient. Les danses bretonnes sont également très populaires : quand un fest-noz est organisé, il regroupe généralement plus de 500 personnes.
- La langue bretonne reste non reconnue dans le cadre de la République française, jusqu'à l'inscription en 2008, des langues régionales comme patrimoine français dans la Constitution, décision symbolique mais de peu de portée dans le quotidien des brittophones. Jusque dans les années 1950, elle est interdite à l’école et dévalorisée. On comptait dans les années 1950, plus d'un million de bretonnants quotidiens. Il n'en reste aujourd’hui en Basse-Bretagne que 250 000 mais il faut y ajouter les bretonnants de Haute-Bretagne et de la diaspora.
- Le drapeau breton, interdit dans les années 1960, sur le front des luttes sociales les plus dures dans les années 1970, flotte aujourd'hui sur beaucoup de mairies, dont celles de toutes les grandes villes.
- *Domaine de la vie publique : dans les années 1980 on assiste à un combat pour la signalisation en langue bretonne (Stourm ar Brezhoneg, créée en 1984) avec barbouillage de panneaux, même partiellement en région gallèse (régions de Bretagne ne parlant autrefois pas breton mais le gallo, la "frontière" linguistique n'étant plus guère d'actualité du fait du développement de l'enseignement bilingue ou Diwan et de la mobilité de la population, brittophones inclus). C'est la seule victoire pour les nationalistes bretons avec la mise en place de nombreux panneaux de signalisation routière bilingues. La République française refuse toute introduction du breton dans la vie publique, avec par exemple le refus de ratifier la Charte européenne des langues régionales ou minoritaires.
- Dans les tendances actuelles, on peut évoquer enfin une certaine institutionnalisation du mouvement breton[réf. nécessaire].
- Le président de la république Valéry Giscard d'Estaing signe une charte culturelle avec diverses institutions locales en 1977. Elle déclare : « Le propos de la présente Charte est de mettre fin au divorce qui existait entre une culture régionale, toujours riche et vivante, mais qui risquait de se replier sur elle-même, et une culture dominante qui l'ignorait trop souvent ».  Un ensemble d’institutions sont créées, dont l’Institut culturel de Bretagne (dont sortira en 2000, l’Office de la langue bretonne, qui est l'organe officiel de normalisation de la langue bretonne). Le Comité consultatif à l'identité bretonne de la mairie de Rennes est créé en 1996. Lancement de la Journée de la langue bretonne en 2004.
- Le 4 octobre 1977, l’État, l’Établissement public régional de Bretagne (appellation de la région dans le document) et les conseils généraux des Côtes-du-Nord (aujourd’hui Côtes-d'Armor), du Finistère, d'Ille-et-Vilaine, du Morbihan et aussi de la Loire-Atlantique, signent la Charte culturelle bretonne. Un ensemble d’institutions sont créées, dont, en 1981, l’Institut culturel de Bretagne/Skol-Uhel ar Vro, organe commun du conseil régional de Bretagne et du conseil général de Loire Atlantique (dont sortira en 1999, l’Office de la langue bretonne/Ofis ar Brezhoneg, qui est l'organe officiel de normalisation de la langue bretonne). Le Comité consultatif à l'identité bretonne de la mairie de Rennes est créé en 1996. Lancement de la Journée de la langue bretonne en 2004.

## Domaine économique
- Regroupement de nombreux patrons au sein de l'Institut de Locarn pour défendre les intérêts des petites et moyennes entreprises en Bretagne.
- Ces mêmes dirigeants créent le label « produit en Bretagne », qui se veut un label de qualité pour promouvoir l'image de la Bretagne. Il s’appuie notamment sur un patriotisme économique des Bretons et rencontre un succès notable, contrairement à la première tentative qui avait été faite dans les années 1980 (Made in Breizh).
- En 2001, création de TV Breizh, 1re télévision totalement bretonne, mais où la langue bretonne reste très minoritaire (à peine plus d’heures que sur la télévision publique France 3 Ouest), et disparaît quasiment au fil des années 2000.
- En 2002, lancement de la boisson Breizh Cola.
- En 2004, création d'un opérateur régional de téléphonie mobile Breizh Mobile.